# Aphaenogaster praenoda
Aphaenogaster praenoda é uma espécie de inseto do gênero Aphaenogaster, pertencente à família Formicidae.